# مانويل سباث
مانويل سباث (بالألمانية: Manuel Späth) مواليد 16 أكتوبر 1985 في أوستفيلدرن، ألمانيا، هو لاعب كرة يد ألماني يلعب كمحور. يلعب حاليا مع فغيش أوف غوبينغن ويحمل الرقم 9. مثل منتخب ألمانيا لكرة اليد.

## روابط خارجية
- مانويل سباث على موقع الاتحاد الأوروبي لكرة اليد (الإنجليزية)
- مانويل سباث على موقع الدوري الألماني لكرة اليد (الألمانية)